# Государственный совет КНДР
Государственный совет КНДР (Комиссия по государственным делам, кор. 조선민주주의인민공화국 국무위원회) — высший исполнительный орган государственной власти КНДР.

## История
Государственный комитет обороны КНДР был создан в 1972 году в соответствии с Конституцией от 1972 года. Первоначально задачей комитета было контролировать  вопросы национальной обороны в стране.
На 4-м пленарном заседании Верховного Народного Собрания в июне 2016 года Государственный комитет по обороне был официально преобразован в Государственный совет, при этом его полномочия были расширены.

## Полномочия и обязанности
В статье 106 Конституции КНДР говорится, что Государственный совет является «высшим руководящим органом государственной власти в области политики». 
Статья 109 Конституции гласит, что полномочия совета заключаются в следующем:
- решение вопросов по укреплению обороны государства, в том числе выработка основной политики государства;
- осуществление контроля за исполнением поручений председателя Государственного совета, а также постановлений и распоряжений Государственного совета, принятие мер для их исполнения;
- отмена постановлений и распоряжений государственных органов, которые противоречат приказам председателя Государственного совета, а также постановлениям и распоряжениям совета.

## Текущий состав совета
Действующие члены Государственного совета избраны 14-м Верховным народным собранием 11 апреля 2019 года:
| Председатель Государственного совета КНДР               | Председатель Государственного совета КНДР | Председатель Государственного совета КНДР | Председатель Государственного совета КНДР | Председатель Государственного совета КНДР | Председатель Государственного совета КНДР |
| Председатель Государственного совета                    | Председатель Государственного совета      | Политическая партия                       | Политическая партия                       | Дата вступления                           | Другие позиции |
| ------------------------------------------------------- | ----------------------------------------- | ----------------------------------------- | ----------------------------------------- | ----------------------------------------- | --- |
|                                                         | Ким Чен Ын 김정은 (род. 1984)             |                                           | Трудовая партия Кореи                     | 29 июня 2016                              | - Верховный главнокомандующий Корейской народной армии - Генеральный секретарь ЦК Трудовой партии Кореи - Член Президиума Политбюро ЦК Трудовой партии Кореи - Председатель Центральной военной комиссии Трудовой партии Кореи            |
| Первый заместитель председателя Государственного совета |                                           |                                           |                                           |                                           | |
| Первый заместитель председателя                         | Первый заместитель председателя           | Политическая партия                       | Политическая партия                       | Дата вступления                           | Другие позиции |
|                                                         | Чхве Рён Хэ 최룡해 (род. 1950)            |                                           | Трудовая партия Кореи                     | 29 июня 2016                              | - Председатель Президиума Верховного Народного Собрания КНДР - Заместитель генерального секретаря ЦК Трудовой партии Кореи - Член Президиума Политбюро ЦК Трудовой партии Кореи - Член Центральной военной комиссии Трудовой партии Кореи |
| Заместитель председателя Государственного совета        |                                           |                                           |                                           |                                           | |
| Заместитель                                             | Заместитель                               | Политическая партия                       | Политическая партия                       | Дата вступления                           | Другие позиции |
|                                                         | Пак Пон Джу 박봉주 (род. 1939)            |                                           | Трудовая партия Кореи                     | 29 июня 2016                              | - Заместитель генерального секретаря ЦК Трудовой партии Кореи - Член Президиума Политбюро ЦК Трудовой партии Кореи - Член Центральной военной комиссии Трудовой партии Кореи                                                              |
| Члены Государственного совета                           |                                           |                                           |                                           |                                           | |
| Член                                                    | Член                                      | Политическая партия                       | Политическая партия                       | Дата вступления                           | Другие позиции |
|                                                         | Ким Док Хун (род. 1961)                   |                                           | Трудовая партия Кореи                     | 13 августа 2020                           | - Председатель Кабинета министров КНДР - Член Президиума Политбюро ЦК Трудовой партии Кореи |
|                                                         | Ким Джэ Рён 김재룡                        |                                           | Трудовая партия Кореи                     | 11 апреля 2019                            | - Член Политбюро ЦК Трудовой партии Кореи - Член Центральной военной комиссии Трудовой партии Кореи |
|                                                         | Ри Ман Гон 리만건 (род. 1945)             |                                           | Трудовая партия Кореи                     | 11 апреля 2019                            | - Член Президиума Верховного Народного Собрания КНДР - Председатель комиссии по иностранным делам Верховного Народного Собрания - Член Политбюро ЦК Трудовой партии Кореи - Член Центральной военной комиссии Трудовой партии Кореи       |
|                                                         | Ким Ён Чхоль 김영철 (род. 1945)           |                                           | Трудовая партия Кореи                     | 29 июня 2016                              | - Член Политбюро ЦК Трудовой партии Кореи - Член Центральной военной комиссии Трудовой партии Кореи |
|                                                         | Чон Кён Тхэк 정경택                       |                                           | Трудовая партия Кореи                     | 11 апреля 2018                            | - Директор Департамента государственной безопасности КНДР - Член Политбюро ЦК Трудовой партии Кореи - Член Центральной военной комиссии Трудовой партии Кореи - Генерал Корейской народной армии                                          |
|                                                         | Ким Су Гиль 김수길 (род. 1956)            |                                           | Трудовая партия Кореи                     | 11 апреля 2019                            | - Член Политбюро ЦК Трудовой партии Кореи - Директор Генерального политбюро Корейской народной армии - Генерал Корейской народной армии                                                                                                   |
|                                                         | Чхве Сон Хуэй 최선희 (род. 1964)          |                                           | Трудовая партия Кореи                     | 11 апреля 2019                            | - Первый заместитель министра иностранных дел - Член комиссии по иностранным делам Верховного Народного Собрания - Член ЦК Трудовой партии Кореи                                                                                          |
|                                                         | Ри Пхён Чхоль 리병철 (род. 1948)          |                                           | Трудовая партия Кореи                     | 12 апреля 2020                            | - Заместитель генерального секретаря ЦК Трудовой партии Кореи - Член Политбюро ЦК Трудовой партии Кореи |
|                                                         | Ким Хён Джун 김형준 (род. 1949)           |                                           | Трудовая партия Кореи                     | 12 апреля 2020                            | - Заместитель генерального секретаря ЦК Трудовой партии Кореи - Кандидат в члены Политбюро ЦК Трудовой партии Кореи |
|                                                         | Ким Джон Гван 김정관                      |                                           | Трудовая партия Кореи                     | 12 апреля 2020                            | - Министр народной армии - Кандидат в члены Политбюро ЦК Трудовой партии Кореи |
|                                                         | Ри Сон Гвон 리선권                        |                                           | Трудовая партия Кореи                     | 12 апреля 2020                            | - Министр иностранных дел - Кандидат в члены Политбюро ЦК Трудовой партии Кореи |
|                                                         | Ким Чен Хо 김정호                         |                                           | Трудовая партия Кореи                     | 12 апреля 2020                            | - Министр народной безопасности - Член ЦК Трудовой партии Кореи |